# Anna Andreeva
Anna Semënovna Andreeva (in russo Анна Семёновна Андреева?; Penza, 23 giugno 1915 – 1997) è stata una pesista sovietica.

## Palmarès

### Europei
- 1 medaglia:
  - 1 oro (Bruxelles 1950 nel getto del peso)